# Okręg wyborczy Manchester Exchange
Okręg wyborczy Manchester Exchange powstał w 1918 r. i wysyłał do brytyjskiej Izby Gmin jednego deputowanego. Okręg położony był w Manchesterze. Został zlikwidowany w 1974 r.

## Deputowani do brytyjskiej Izby Gmin z okręgu Manchester Exchange
- 1918–1922: John Scurrah Randles, Partii Konserwatywna
- 1922–1923: Edwin Stockton, Partia Konserwatywna
- 1923–1924: Robert Barclay, Partia Liberalna
- 1924–1935: Edward Fielden, Partia Konserwatywna
- 1935–1940: Peter Eckersley, Partia Konserwatywna
- 1940–1945: Thomas Hewlett, Partia Konserwatywna
- 1945–1950: Harold Lever, Partia Pracy
- 1950–1973: William Griffiths, Partia Pracy
- 1973–1974: Frank Hatton, Partia Pracy